# Список полных кавалеров ордена Трудовой Славы/Ц
В настоящем списке представлены в алфавитном порядке полные кавалеры ордена Трудовой Славы, чьи фамилии начинаются с буквы «Ц». Список содержит информацию о датах Указов о присвоении звания, профессии награждённых, дате рождения и дате смерти. В настоящее время список не является завершённым и нуждается в дополнениях и уточнениях.
| № | Фамилия, имя, отчество       | Даты жизни              | Профессия | Дата Указа и номер ордена                                                | ГС       |
| - | ---------------------------- | ----------------------- | --- | ------------------------------------------------------------------------ | -------- |
| 1 | Цибигей, Анатолий Васильевич | род. 1942               | Электросварщик завода сельскохозяйственного машиностроения имени М. В. Фрунзе Министерства машиностроения для животноводства и кормопроизводства СССР, гор. Фрунзе Киргизской ССР | 3 ст. 27.02.1976 № 200374 2 ст. 10.03.1981 № 4724 1 ст. 10.06.1986 № 362 |          |
| 2 | Цирамуа, Етери Самсоновна    | род. 1927               | Чаевод колхоза имени Калинина Чхороцкуского района Грузинской ССР | 3 ст. 14.02.1975 № 6971 2 ст. 27.12.1976 № 2729 1 ст. 07.01.1983 № 32    | [ ГС 1 ] |
| 3 | Цыганок, Николай Петрович    | род. 14.02.1942         | Водитель автомобиля совхоза «Войковский» Згуровского района Киевской области | 3 ст. 24.12.1976 № 184781 2 ст. 07.07.1986 № 42949 1 ст. 08.08.1991      |          |
| 4 | Цыдыпов, Цырендаши           | 01.07.1938 — 11.12.2016 | Чабан колхоза «Улан-Одон» Могойтуйского района Агинского Бурятского автономного округа                                                                                            | 3 ст. 14.02.1975 № 13786 2 ст. 16.12.1980 № 4181 1 ст. 29.08.1986 № 586  | [ ГС 2 ] |
| 5 | Цыпкин, Валентин Михайлович  | 10.07.1935 — 21.05.2016 | Бригадир комплексной бригады каменщиков строительного кооператива «Промстрой» Ленинградского строительного комитета                                                               | 3 ст. 17.03.1976 № 283192 2 ст. 19.03.1981 № 6413 1 ст. 27.12.1990 № 851 | [ ГС 3 ] |